# Massacre d'Hébron (1929)
Vous lisez un « bon article » labellisé en 2016.
Pour les articles homonymes, voir Massacre d'Hébron.
Le massacre d'Hébron de 1929 (anglais : 1929 Hebron Massacre, hébreu : טבח חברון תרפ״ט Teva’h ’Hevron Tarpat, arabe : مذبحة الخليل Mudhabbahat al-Khalil), parfois nommé pogrom d'Hébron (anglais : Hebron Pogrom, hébreu : פרעות חברון para’ot ’Hevron, litt. « émeutes d’Hébron »), s'est déroulé le 24 août 1929 dans la ville d'Hébron, en Palestine mandataire. Des Arabes y tuent environ 70 Juifs, en blessent une cinquantaine et pillent des maisons et des synagogues. Les Juifs survivants sont au nombre de 435, dont certains grâce à l'intervention de voisins arabes. Ils sont évacués par les autorités britanniques les jours qui suivent.
Ces attaques, qui font suite à des rumeurs selon lesquelles les Juifs essayeraient de conquérir les lieux saints de Jérusalem, sont les plus importantes de celles liées aux émeutes de Palestine en 1929 qui font un total de 133 Juifs et 116 Arabes tués.
Les attaques de 1929 et le massacre d'Hébron en particulier sont un pas supplémentaire dans l'évolution des relations entre Juifs et Arabes dans la région et jouent un rôle déterminant tant pour l'histoire du sionisme que pour celle du nationalisme palestinien. Elles mettent un terme à une présence juive à Hébron.

## Protagonistes
La ville d'Hébron a une signification particulière pour le judaïsme, le christianisme et l'islam, en raison de la présence du tombeau des Patriarches où, depuis 1267, les Juifs n'ont pas l'autorisation d'aller plus loin que la septième marche de l'escalier d'accès,,.
Elle est située à 35 kilomètres au sud de Jérusalem. Le recensement britannique de 1922 y dénombre 16 577 résidents, dont 16 074 musulmans, 430 juifs, avec 75 % de Séfarades et 25 % d'Ashkénazes, ainsi que 73 chrétiens,.

### Les Arabes d'Hébron
La communauté arabe d'Hébron est majoritairement composée de musulmans traditionalistes, peu impliqués dans la vie politique en Palestine. En particulier, l'influence du grand mufti de Jérusalem, qui sera mis en cause pour son rôle dans les émeutes de Palestine, y est faible.
La plupart des habitants arabes d'Hébron sont des descendants de groupes bédouins arrivés de Transjordanie au XVIe et XVIIe siècles. Dans les dix années précédant les événements, de nombreux Arabes hébronites se sont installés à Jérusalem tout en maintenant un lien avec leur ville d'origine.

### Les Juifs d'Hébron

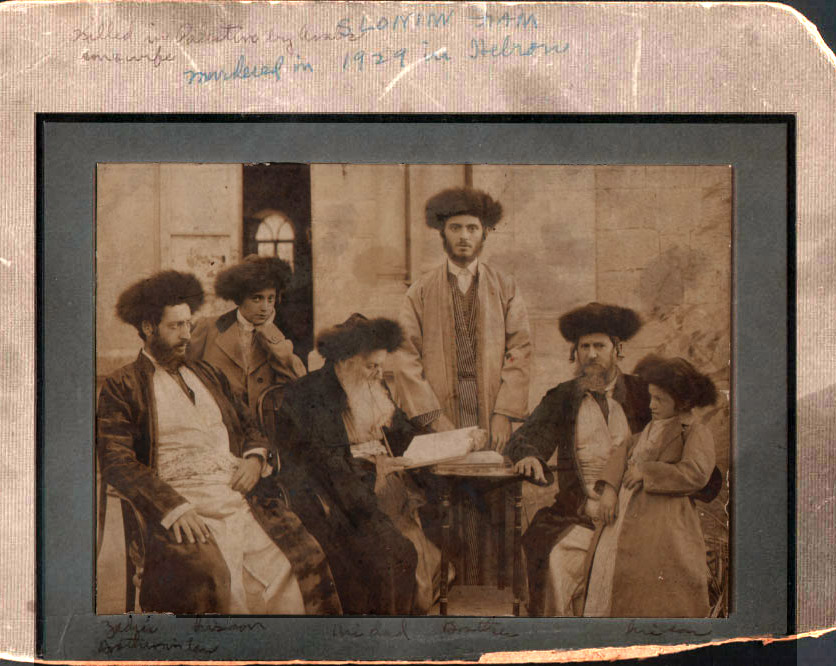
La famille hassidique Slonim, installée à Hébron depuis 1844. Au centre, assis, le rabbin Mordechai Dov Ber Slonim, décédé en 1919 ; à droite, assis, son fils, le rabbin Shneer Zalman Slonim ; à gauche, son petit-fils, le rabbin Jacob Joseph Slonim ; à droite de ce dernier, son arrière-petit-fils, Eliezer Dan Slonim.

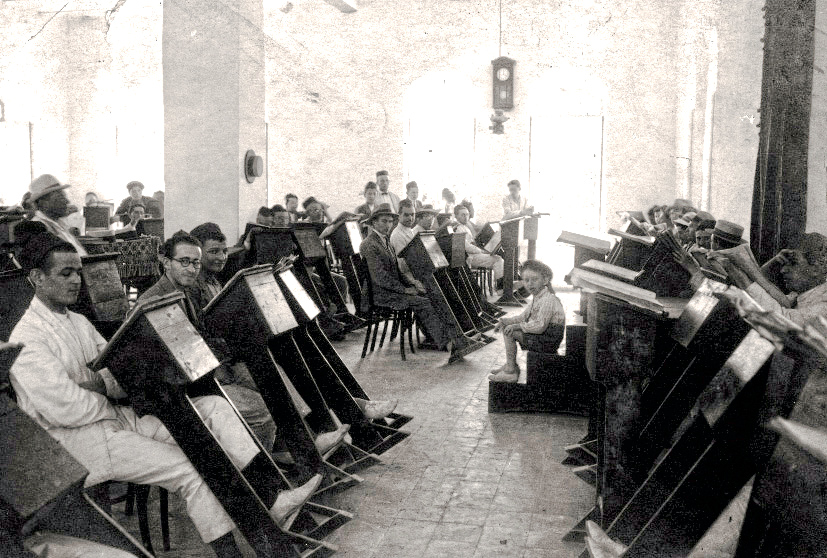
Salle d'étude de la yechiva Slobodka à Hébron.

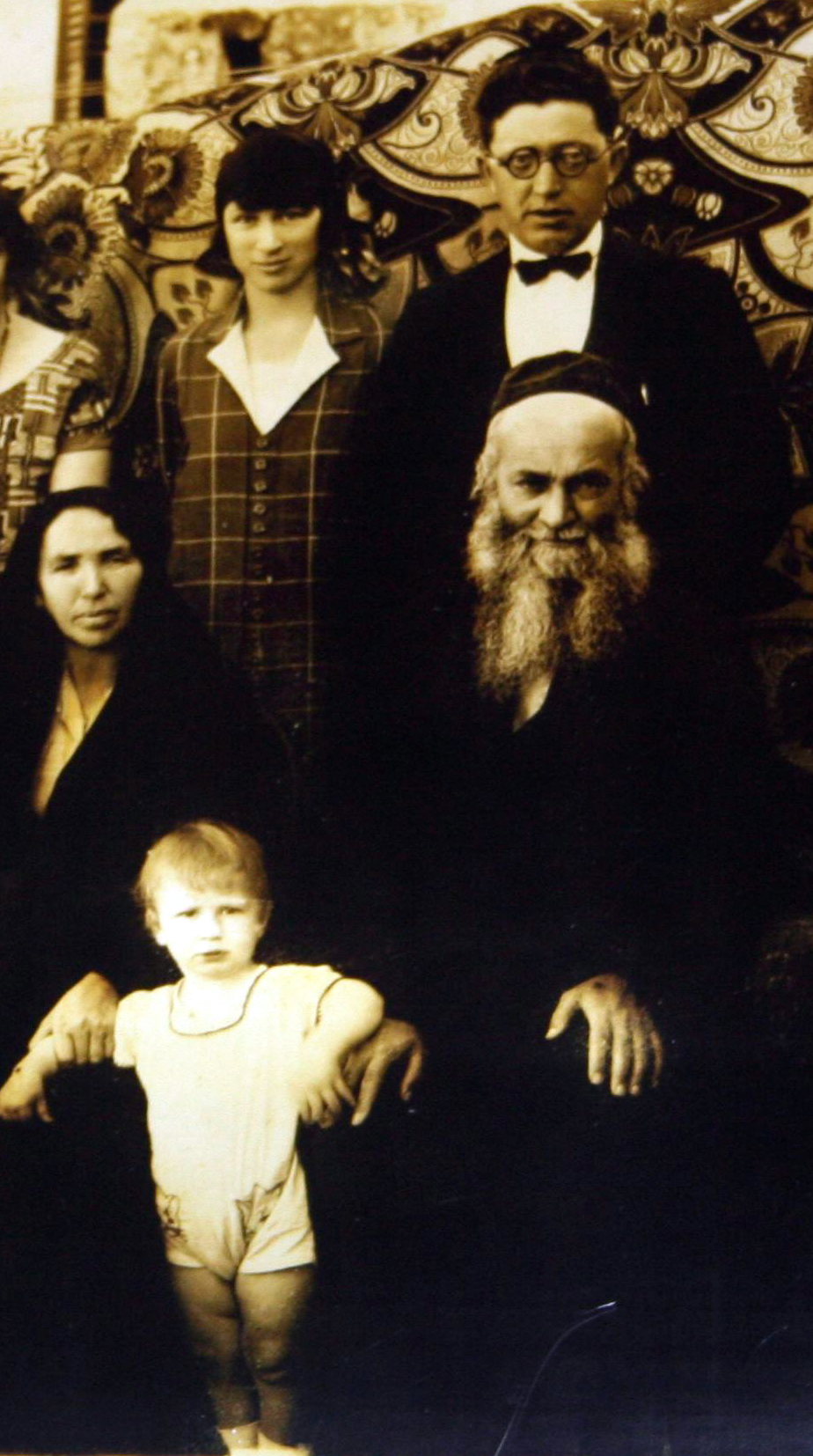
Debout derrière, Eliezer Dan Slonim et son épouse Hannah. Assis, les parents de Hannah, le rabbin Abraham Jacob Orlansky et son épouse Yenta. Devant, Aharon, le fils de Dan Eliezer Slonim et Hannah, âgé de 4 ans. Photo prise en 1928. Tous seront tués le 24 août 1929.

La communauté juive d'Hébron est à l'époque la plus ancienne de Palestine. La présence continue de juifs à Hébron est attestée depuis le XIIIe siècle. Le nombre de familles juives semble y avoir fluctué entre huit et vingt durant les XVe et XVIe siècles,.
La communauté juive de Hébron bénéficie du déclin de celle de Safed au XVIIe siècle et compte une centaine de personnes au XVIIIe siècle. Au XIXe siècle, la population juive d'Hébron croît en raison de deux facteurs, l'établissement à compter de 1820 d'une communauté de Juifs hassidiques du mouvement Habad,,,,, ainsi que l'arrivée de Bagdad en 1848 du rabbin Eliahu Mani, qui prend la tête de la communauté séfarade et suscite l'installation d'une douzaine de familles de Juifs mésopotamiens et l'achat de terrains pour renforcer la communauté locale,,.
Selon les recensements de Montefiore, la population juive d'Hébron passe, entre 1855 et 1875, de 391 à 922 personnes, dont respectivement 64 % et 47 % de Séfarades, le reste étant constitué d'Ashkénazes hassidiques,,. En 1912, le mouvement Habad acquiert à Hebron la maison Romano et y établit la yechiva Torah Emet, dans le but, selon Hillel Cohen, « d'avancer le combat contre le sionisme »,.
La Première Guerre mondiale entraînant la conscription dans l'armée ottomane des jeunes Juifs hébronites et le tarissement des dons de la haloukah, la population juive d'Hébron est fortement réduite et seul subsiste alors le kollel séfarade,. Entre 1890 et 1923, elle passe de 1 429 Juifs (dont 810 Séfarades et 619 Ashkénazes) à 413 (dont 306 Séfarades et 107 Ashkénazes). Cette décroissance conduit Eliezer Dan Slonim à publier en 1924 dans Haaretz un article intitulé « Hébron doit être sauvée ». En 1924, le rabbin Nathan Zvi Finkel, fondateur de la yechiva Slobodka, du mouvement du Moussar, ouvre à Hébron la yechiva Kenesset Israel,,. Elle attire des étudiants étrangers d'origine ashkénaze, au nombre de 130 à l'origine et qui sont un peu moins de 200 en 1929. Cette même année, la population juive d'Hébron compte environ 700 personnes (800 selon l'Agence juive, 600 selon la police).
Certains Juifs habitent au centre d'Hébron mais la plupart louent des maisons à des propriétaires arabes dans les faubourgs,. Outre des institutions traditionnelles, tels plusieurs synagogues dont la synagogue Abraham Avinou datant du XVIe siècle, un bain rituel et une boucherie cachère, le quartier juif compte également une succursale de la banque Anglo-Palestine Company (créée en 1907 et possédée par la famille Slonim), l'hôpital Beit Hadassah (depuis 1893), quelques hôtels et des lieux où l'on peut acheter de l'alcool. Au début du XXe siècle, on y remarque même quelques charpentiers et cordonniers.
Cette population est constituée en grande partie de personnes âgées, vivant des contributions charitables (haloukah) versées en faveur du yichouv ainsi que de jeunes étudiants de la yechiva Slobodka. Les deux communautés ashkénaze et séfarade ont des écoles et des synagogues distinctes ; leurs membres ne se marient pas entre eux. Les Séfarades parlent arabe, s'habillent à l'arabe et sont relativement bien intégrés. Parmi les Ashkénazes, les étudiants de la yechiva Slobodka conservent leur mode de vie d'origine et offrent une apparence qui contraste tant avec celle des membres de la communauté séfarade qu'avec celle des hassidim du mouvement Habad car « en général ils ont l'air de jeunes gens modernes, particulièrement parce qu'ils sont habillés de vêtements britanniques ou américains». Ils ont souvent des difficultés ou des malentendus avec la population arabe,,. Par ailleurs, « de nombreux habitants de la ville sont endettés auprès de marchands juifs, ce qui est depuis longtemps une cause de ressentiment » et Hillel Cohen note que l'activité de la banque Anglo-Palestine Company, en plein développement, sera ultérieurement considérée par l'historien palestinien al-Rajabi comme un des facteurs aggravants de la tension entre les deux communautés.
Quoique la communauté d'Hébron fasse partie du vieux yichouv, très religieux et réputé hostile au mouvement sioniste,, « la communauté Chabad se tenant à l'avant-garde du combat contre le sionisme et la yechiva Slobodka à l'écart », Hillel Cohen souligne que ces tensions, comme celles existant entre la population sépharade traditionaliste et les jeunes pionniers sionistes, étaient moindres, tant pour les Juifs que pour les Arabes, que l'identité juive commune, et que les différences entre les Juifs « séculiers » du mouvement sioniste et leurs opposants orthodoxes ne l'emportaient pas sur « le consensus concernant la position de leur peuple vis-à-vis du monde non juif et de la terre d'Israël ». Sionistes et haredim étaient notamment d'accord sur le fait que « l'achat de terrains et la construction de maisons, d'institutions et de nouvelles communautés sur la terre d'Israël étaient légitimes, nécessaires et dignes d'éloge », alors que les Arabes de Palestine « rejetaient le droit des Juifs, qu'ils soient séculiers ou religieux, à une souveraineté en Palestine dans le présent ou dans le futur » et estimaient à cet égard la distinction entre sionistes et non sionistes comme superficielle, quand bien même ils faisaient la distinction entre ceux qui avaient l'air de « Juifs arabes » et ceux qu'ils réputaient « sionistes » d'après leur tenue ou leur langue.

### La police d'Hébron

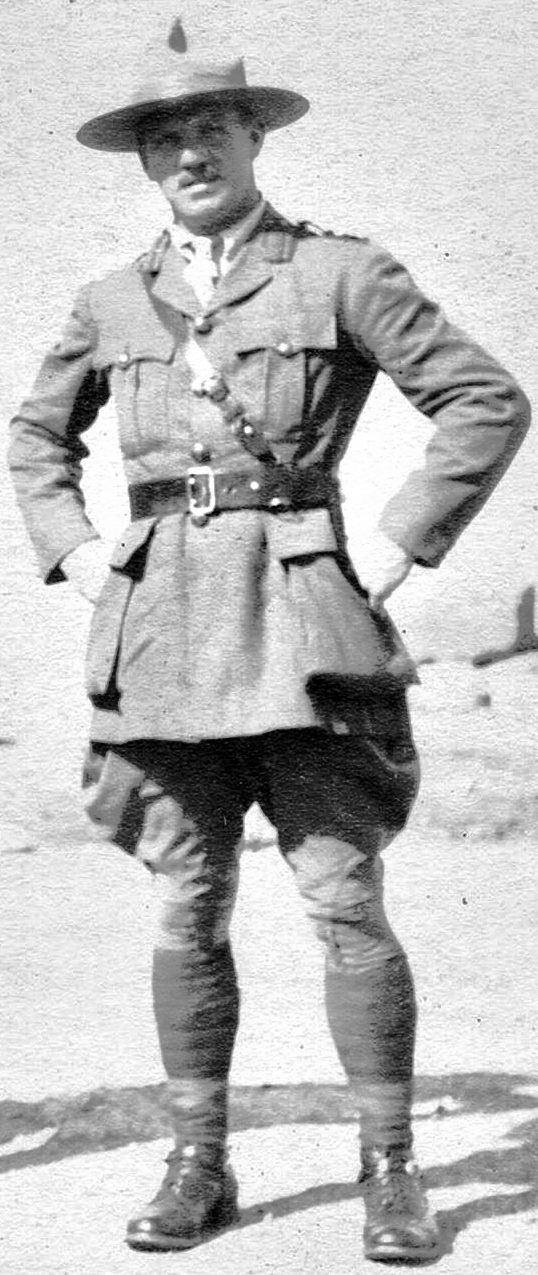
Raymond Cafferata, vers 1926.

Au total, la police britannique en Palestine représente 1 500 hommes, dont moins de 300 sont britanniques,.
La force de police d'Hébron est constituée de 18 policiers à cheval et 15 à pied, dont 11 âgés et en mauvaise condition physique et un seul juif. Elle est dirigée par le superintendant adjoint Raymond Cafferata, le seul officier britannique de la ville. Caffereta est un ancien des Black and Tans, un corps auxiliaire de la police britannique qui, après avoir servi en Irlande, a formé le noyau de la police britannique en Palestine. Âgé de 32 ans, arrivé en Palestine en 1922, il a été récemment nommé à Hébron et connaît encore mal les habitants de la ville.
Cafferata déclarera à la commission d'enquête Shaw s'être fié à l'opinion du gouverneur d'Hébron, Abdallah Kardous, et du commandant en chef de la police de Gaza, qu'Hébron resterait calme. Ce n'est que le 23 qu'il demande par téléphone à Jérusalem des renforts, qui n'arrivent que le lendemain dans l'après-midi,.

## Contexte

### Conflit arabo-sioniste en Palestine mandataire
Depuis la fin du XIXe siècle, le mouvement sioniste milite pour la fondation d'un « foyer national juif » en Palestine (Eretz Israël). En 1917, la Déclaration Balfour annonce le soutien de Whitehall au projet tandis que les troupes britanniques prennent le contrôle militaire de la région. En 1920, la Société des Nations avalise le projet et confie à la Grande-Bretagne un mandat pour administrer le pays.
L'opposition arabe au projet sioniste se manifeste dès l'arrivée des Britanniques, tandis que se développe le nationalisme palestinien. En 1920, elle se marque par des émeutes qui font une dizaine de morts à Jérusalem, suivies par d'autres l'année suivante qui font près d'une centaine de morts principalement à Jaffa. Les événements poussent les Juifs à développer leur organisation paramilitaire : la Haganah, tandis que le grand mufti de Jérusalem prend la tête du mouvement nationaliste palestinien.
Les tensions prennent un caractère religieux, notamment à la suite de querelles autour du Mur des Lamentations et du Mont du Temple entre Juifs et Arabes musulmans. Des incidents se produisent en 1925 et en 1928 sans toutefois faire de victimes. La situation va dégénérer durant les émeutes de 1929.

### Événements précédant le massacre
Le 15 août 1929, de 200 à 300 jeunes nationalistes juifs, dont beaucoup de partisans de Vladimir Jabotinsky défilent au Mur des Lamentations de Jérusalem, sous la direction de Jeremiah Halpern en criant des slogans comme « le mur est à nous », en chantant la Hatikvah et en brandissant des calicots arborant l'étoile de David,,. Une rumeur se répand que des Juifs auraient attaqué des Arabes et blasphémé le nom du « prophète »,. Elle atteint rapidement Hébron où la police est mise en état d'alerte.
Le 16 août, Aref al-Aref, le gouverneur (caïmacan) de Beer-Sheva,,,, précédemment condamné par contumace pour incitation à la violence durant les émeutes de Jérusalem de 1920, fait un prêche dans une mosquée d'Hébron,. Des centaines de musulmans convergent vers Jérusalem et le Mur des Lamentations, brûlant des livres de prière et bousculant un bedeau juif. L'émeute s'étend rapidement à la zone des commerces juifs de la ville,. Le 17, un jeune Juif est poignardé à mort.
Selon diverses sources, des membres de la Haganah se rendent à Hébron le 20 août et proposent à la communauté juive un plan de protection de celle-ci,,. Les représentants de cette dernière refusent et leur demandent de partir, ayant confiance dans la protection qu'assureraient leurs voisins arabes, mais craignant que la présence de la Haganah ne soit perçue comme une provocation. Selon les souvenirs de Baruch Katinka, un ancien membre de la Haganah, un groupe de 10 à 12 combattants se serait rendu à Hébron dans la nuit du 20 août, aurait été reçu par Eliezer Dan Slonim, fils du chef de la communauté, le rabbin Jacob Joseph Slonim, et seul membre juif du conseil municipal d'Hébron et lui aurait proposé des armes et des hommes. Selon le témoignage de Rachel Yanait Ben-Zvi, le groupe est constitué de trois hommes et d'elle-même ; sa mission consiste à informer les représentants de la communauté des événements de Jérusalem et à leur apporter des armes, qui sont refusées. Ces témoignages ont toutefois été contestés par d'autres témoins, en particulier la famille d'Eliezer Dan Slonim, Hillel Cohen estimant que « nous n'avons aucun moyen de déterminer qui a raison et ce qui s'est vraiment passé ».
Les autorités ne réussissent pas à apaiser la violence. Le vendredi 23 août, à la suite des rumeurs d'une attaque juive imminente de la mosquée al-Aqsa, des Arabes commencent à attaquer des Juifs dans la vieille ville de Jérusalem. Les premiers meurtres du jour surviennent lorsque deux ou trois Arabes sont assassinés dans le quartier juif de Méa Shéarim. Les rumeurs que des Juifs massacrent des Arabes à Jérusalem parviennent à Hébron le soir même,.

## Déroulement du massacre

### Prélude, le 23 août
Le vendredi matin, les rabbins Slonim et Franco, respectivement chefs de la communauté ashkénaze et sépharade  d'Hébron, informent Cafferata et Kardous des risques, selon une source arabe, d'une attaque contre les Juifs. Kardous répond : « Il n'y a pas de crainte à avoir. Le gouvernement britannique sait ce qu'il a à faire. Si deux soldats sont nécessaires, ils en envoient six. » Et il ajoute : « Je vous dis avec confiance que [les Britanniques] ont beaucoup de soldats en civil dans les rues ; ils circulent dans la foule et quand il le faudra, ils rempliront leur devoir,,,,. » Kardous déclarera devant la commission d'enquête avoir fait différentes visites auprès des notables de la ville pour s'assurer que tout était calme. Cafferata déclarera en revanche n'avoir jamais été informé de l'inquiétude des Juifs.
Dans l'après-midi, la rumeur commence à se répandre dans Hébron que les Juifs massacrent des Arabes à Jérusalem,. Une foule, que Cafferata estimera à 700 personnes, se réunit à la gare d'autobus d'Hébron, dans l'intention de se rendre à Jérusalem ; Cafferata tente de les apaiser. Il recommande aux Juifs de rester dans leurs maisons et tente de disperser la foule. Selon les comptes rendus de journaux juifs de l'époque, différents survivants diront avoir entendu des Arabes menacer de « séparer les femmes [juives] », des propriétaires arabes dirent à leurs voisins qu'il y aurait un « grand massacre » et que plusieurs victimes prenaient le thé avec des soi-disant amis qui dans l’après-midi devinrent leurs assassins.
Vers 16 heures, des Arabes se rassemblent autour de la yechiva d'Hébron et commencent à lancer des pierres. Shmuel Halevi Rosenholz, un étudiant de 24 ans, blessé, tente de fuir ; la foule le rattrape ; il est poignardé à mort. Cafferata demande à Kardous de convoquer les mukhtars locaux et de leur donner la responsabilité de préserver le calme ; Kardous refuse. Vers 18 h 30, Cafferata demande des renforts à Jérusalem ; on lui répond qu'il n'y en a pas de disponibles ; il s'adresse à ses collègues de Gaza et de Jaffa qui promettent de l'aider. Vers 21 heures, plusieurs mukhtars viennent trouver Cafferata, ils lui disent que le mufti leur a demandé — selon les sources — de venir à Jérusalem ou de passer à l'action, en raison du « massacre juif d'Arabes » à Jérusalem, les menaçant d'amendes en cas de refus ; Cafferata leur dit que tout est calme et leur demande de rentrer chez eux et d'y rester.
Selon le témoignage du rabbin Jacob Joseph Slonim, celui-ci, après que ses contacts arabes l'ont informé que les émeutiers avaient l'intention de s'attaquer à la yechiva, est allé demander une protection à Kardous, mais n'est pas reçu ; Slonim rapporte également qu'une Américaine, Mme Bernstein-Sokolover, intervient dans l'après-midi auprès de Cafferata pour lui demander de prendre des mesures, ce que ce dernier refuse, disant : « Les Juifs le méritent, vous êtes la cause des troubles. » Dans le même témoignage, le rabbin Slonim reproche également à la police de n'avoir pas désarmé, à leur retour, les Arabes partis en bus à Jérusalem, ce à quoi Cafferata répond n'avoir pas disposé des renforts nécessaires.
Selon le témoignage d'Aharon Reuven Bernzweig, un survivant, « nous avions le pressentiment que quelque chose de terrible allait se passer — mais quoi exactement, nous ne le savions pas. J'avais peur et ne cessais de questionner les gens de la ville, qui vivaient là depuis des générations. Ils m'assurèrent qu'à Hébron il ne pouvait pas y avoir un pogrom, parce qu'à chaque fois qu'il y avait eu des troubles ailleurs en Eretz Israël, Hébron était restée calme. La population [juive] locale avait toujours vécu très paisiblement avec les Arabes. »

### L'attaque du 24 août

#### Le saccage et la tuerie

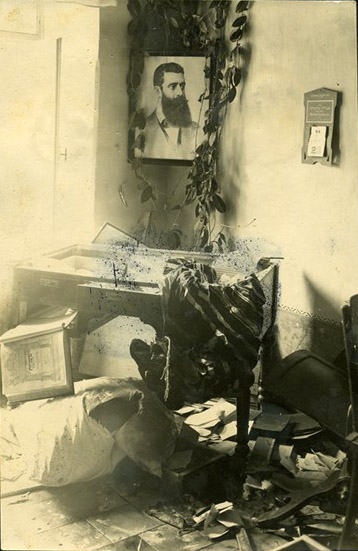
La maison pillée d'Eliezer Dan Slonim. Au mur, un portrait de Theodor Herzl.

Vers 8 h 30 le samedi 24 août au matin, une foule d'Arabes armés de gourdins, de haches et de couteaux est dans la rue. La première attaque est lancée contre la maison de la famille Heichal, sur la rue principale. Les deux fils de la famille, Elyahu et Israël, âgés de 16 et 20 ans, en sortent et cherchent protection auprès de policiers à cheval. Ils sont tués par la foule. Cafferata, présent, tire et tue deux Arabes. La foule lui jette des pierres. Tandis que Cafferata fait chercher des fusils, la foule entre dans les maisons des Juifs. Quand les policiers tirent sur elle, ils sont défiés aux cris de « Au ghetto ! » La foule se répand dans le bazar et pille, selon Cafferata, toutes les échoppes sans discrimination,.
Cafferata rapporte notamment avoir abattu un Arabe qui coupait la tête d'un enfant avec une épée et un autre homme, en civil, penché sur une femme avec un poignard, qu'il reconnut être un policier de Jaffa et qui protesta : « Votre honneur, je suis un policier ». Selon le correspondant du Daily Express de Londres, qui loue la bravoure de Cafferata, il aurait tué 20 Arabes et en aurait blessé de 60 à 80.
Selon Aharon Reuven Bernzweig, « juste après huit heures du matin, nous entendîmes des cris. Les Arabes avaient commencé à pénétrer dans les maisons juives [...] Ils allaient de porte en porte, massacrant tous les habitants. Les cris et les gémissements étaient terribles. Les gens criaient à l'aide ! à l'aide ! Mais que pouvions-nous faire ? »
Peu après que la nouvelle des premières victimes s'est répandue, quarante personnes s'assemblent dans la maison d'Eliezer Dan Slonim. Slonim, le fils du rabbin d'Hébron, est un membre du conseil municipal et le directeur de l'agence de l'Anglo-Palestine Company. Il a d'excellentes relations avec les Britanniques et les Arabes et ceux qui ont cherché refuge chez lui croient en confiance qu'il ne leur sera pas fait de mal. Quand la foule approche de sa porte, ils offrent d'épargner la communauté séfarade si les étudiants ashkénazes de la yechiva leur sont remis. Slonim refuse, disant « nous sommes tous un même peuple » ; il est alors tué, ainsi que sa femme et son fils âgé de quatre ans. Au total, 24 personnes sont tuées et 13 blessées dans sa maison. Albert Londres décrit ainsi cette tuerie : « Ils coupèrent les mains, ils coupèrent les doigts, ils maintinrent des têtes au-dessus d'un réchaud, ils pratiquèrent l'énucléation des yeux. Un rabbin, immobile, recommandait à Dieu ses Juifs : on le scalpa. On emporta la cervelle. Sur les genoux de Mme Sokolov, on assit tour à tour six étudiants de la Yeshiva et, elle vivante, on les égorgea. On mutila les hommes. Les filles de treize ans, les mères et les grands-mères, on les bouscula dans le sang et on les viola en chœur ».
Quatre cinquièmes des victimes sont des Juifs ashkénazes, bien que certains d'entre eux aient eu un enracinement profond dans la ville. Toutefois, une douzaine de Juifs d'origine orientale, séfarade ou maghrébine, sont également tués. Gershon Ben-Zion, par exemple, le pharmacien de la clinique de Beit Hadassah, un handicapé qui s'était occupé aussi bien de Juifs que d'Arabes pendant quarante ans, est tué avec sa famille ; sa fille est violée et assassinée et les mains de sa femme sont coupées.
Le rabbin Slonim, le père d'Eliezer Dan Slonim, déclare ultérieurement : « Le massacre dura une heure et demie. Le vandalisme [...] commença par une attaque des maisons juives, aux cris de « Tuez tous les Juifs ! » Ils forcèrent l'entrée des maisons en cassant les portes ou par les toits, en tuant, pillant et violant. Ils forcèrent aussi l'entrée des synagogues, en détruisant les rouleaux de la Loi. Quand tout fut terminé, la police, qui de nouveau était en possession d'armes, tira quelques coups en l'air. Les vandales se dispersèrent immédiatement ».
Muhammad Jamjum, l'un des trois hommes exécutés par les Britanniques en 1930 pour leur participation aux violences de 1929, déclarera : « De ces cinq hommes que j'ai tués, tous étaient des Juifs étrangers qui étaient venus en Palestine pour déplacer son peuple et il n'y avait pas un seul Juif arabe parmi eux ».
Nathan Weinstock, tout en considérant cette description « en tous points similaire » à d'autres du massacre, note toutefois que si les assassinats, les viols, les supplices sont avérés, tel n'est pas le cas des mutilations : le 11 septembre, une équipe mixte de médecins juifs et arabes procède à une exhumation des corps et constate uniquement, en fait de mutilations, l'ablation d'un certain nombre de doigts, vraisemblablement dans le but de voler des bagues,. Il ressort de la presse juive de l'époque que les violences ont d'abord visé les Juifs sionistes.

#### Pillage, destruction et profanation

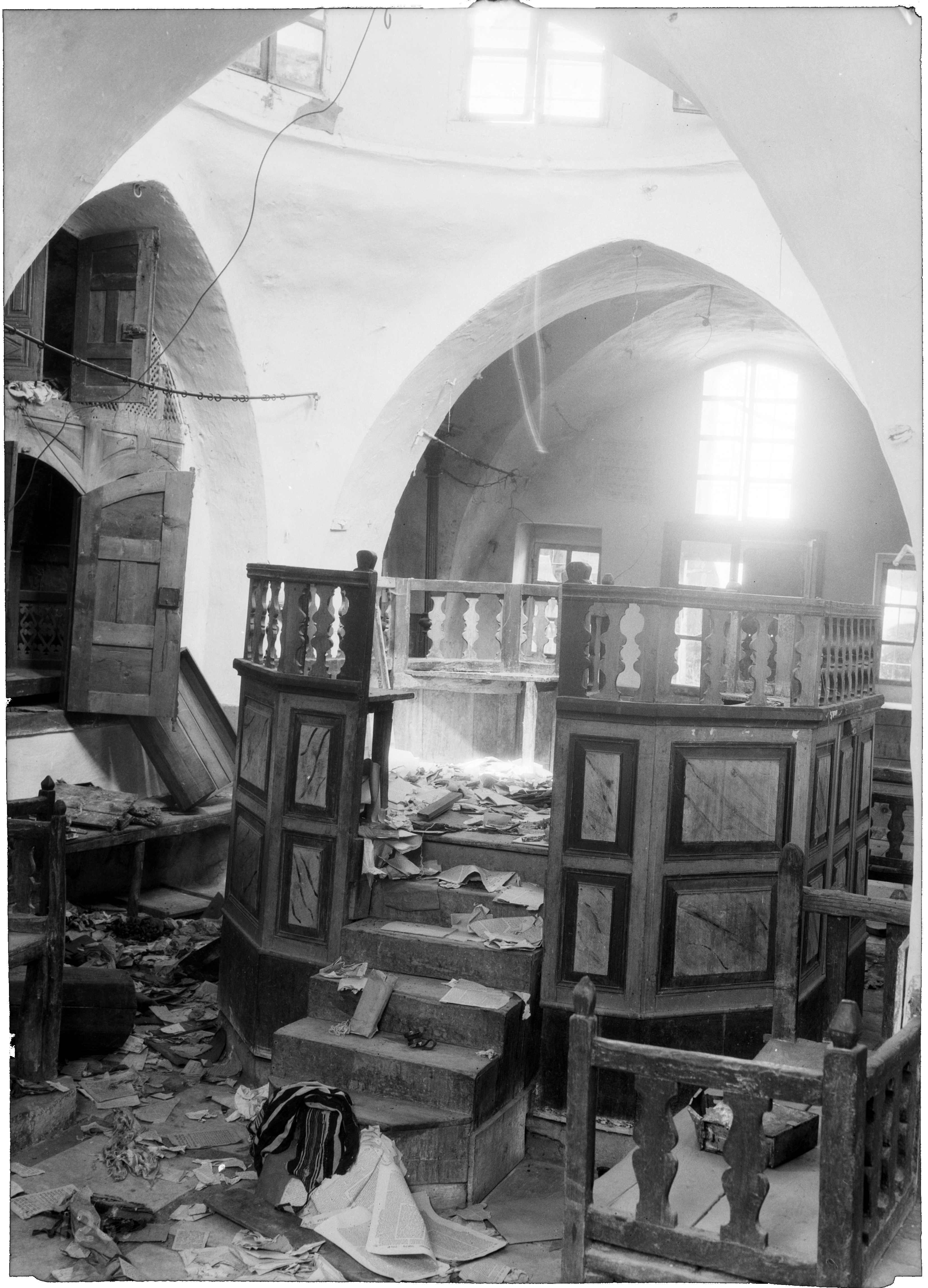
Synagogue profanée durant les émeutes.

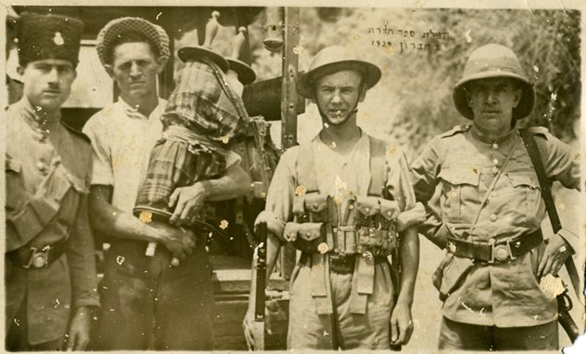
Un policier et des soldats britanniques posent avec un rouleau de la Torah repris à des pilleurs.

L'attaque est accompagnée de destructions aveugles et de pillages. Un dispensaire tenu par des Juifs mais où des Arabes étaient également soignés, est attaqué et saccagé. Plusieurs synagogues sont vandalisées et profanées. Selon un témoignage, des rouleaux de la Torah en argent et or sont pillés dans les synagogues et des manuscrits de grande antiquité sont dérobés dans la bibliothèque du rabbin Judah Bibas. Cette bibliothèque, fondée en 1852, est en partie brûlée et détruite. Dans un autre cas, un rabbin sauve un rouleau de la Torah d'une synagogue en flammes, mais meurt plus tard de ses brûlures.

#### Des Arabes protègent des Juifs
Un certain nombre des 435 Juifs survivants ont été cachés par des familles de voisins arabes,.
Environ deux douzaines de familles arabes cachent des juifs dans leur maison. La liste originale soussignée par les rabbins Meir et Slonim énumère 19 familles, mais on considère ce nombre comme sous-évalué. Les chiffres des historiens modernes varient. David Zabecki donne celui de 28 familles ayant sauvé des voisins. Parmi la centaine d'Arabes chrétiens que compte Hébron, aucun ne participe au massacre et quelques-uns figurent parmi les sauveurs de Juifs.
Aharon Reuven Bernzweig rapporte qu'un Arabe nommé Haj Eissa El Kourdieh a sauvé un groupe de 33 Juifs en insistant pour qu'ils se cachent dans sa cave. Ils y attendent avec une « frayeur mortelle » la fin des troubles, craignant que « les meurtriers au dehors n'entendent » pleurer les petits enfants. De la cave, ils entendent crier « aujourd'hui est un jour saint pour Mahomet. Quiconque ne tue pas des Juifs est un pécheur ». Pendant ce temps, plusieurs femmes arabes montent la garde au dehors, tenant tête de manière répétée aux accusations de la foule hurlante qu'elles tiennent à distance des Juifs. Yonah Molchadsky accouche pendant qu'elle est cachée dans une telle cave. Elle rapporte plus tard que la foule exigeait que les Arabes lui remettent tous les Juifs qu'ils protégeaient et que ses hôtes ont répondu que « nous avons déjà tué nos Juifs », ce après quoi la foule s'en fut. La famille d'Abu Id Zaitoun sauve Zmira Mani et d'autres Juifs en les cachant dans leur cave et en les protégeant avec leurs sabres. Ils trouvent plus tard un policier pour les escorter au poste de police de Beit Romano.
L'historien israélien Benny Morris a contesté le fait que la plupart des survivants aient été sauvés par des familles arabes. Selon lui, en fait, « la plupart ont été sauvés par l'intervention de la police britannique et par le fait que de nombreux Juifs ont réussi à se défendre contre leurs agresseurs pendant de longues heures, bien qu'il soit malgré tout certain que des voisins arabes ont effectivement sauvé plusieurs familles ».

### Survivants

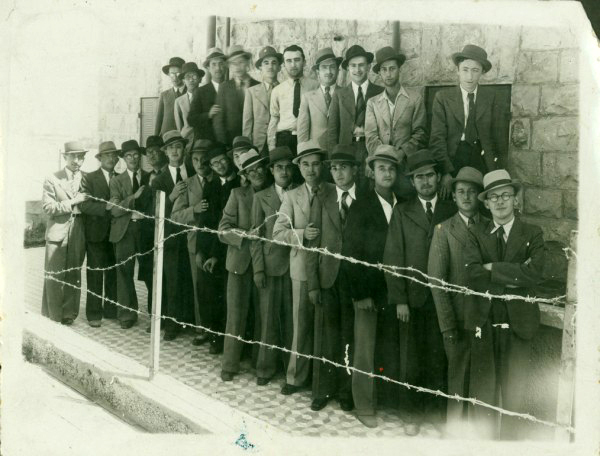
Étudiants de la yechiva Slobodka après leur transfert à Jérusalem.

Environ 435 Juifs, soit les deux tiers de la communauté, survivent. Certains sauvés par des familles arabes et 130 environ avoir survécu en se cachant ou en prenant refuge au poste de police de Beit Romano dans les faubourgs de la ville.
Après le rétablissement de l'ordre, tous les Juifs sont rassemblés au poste de police britannique où des centaines de personnes restent confinées pendant trois jours, sans nourriture et sans eau. Il leur est également interdit de passer des coups de téléphone. Tous les survivants sont ensuite évacués vers Jérusalem.
Pour la première fois depuis le XVe siècle,,,, il n'y a plus de Juifs à Hébron, la préférence étant donnée au site voisin de Goush Etzion, considéré comme moins isolé. Trente cinq des familles évacuées retournent à Hébron en 1931, mais elles sont évacuées par les Anglais en 1936.

## Conséquences

### Polémique sur les mutilations

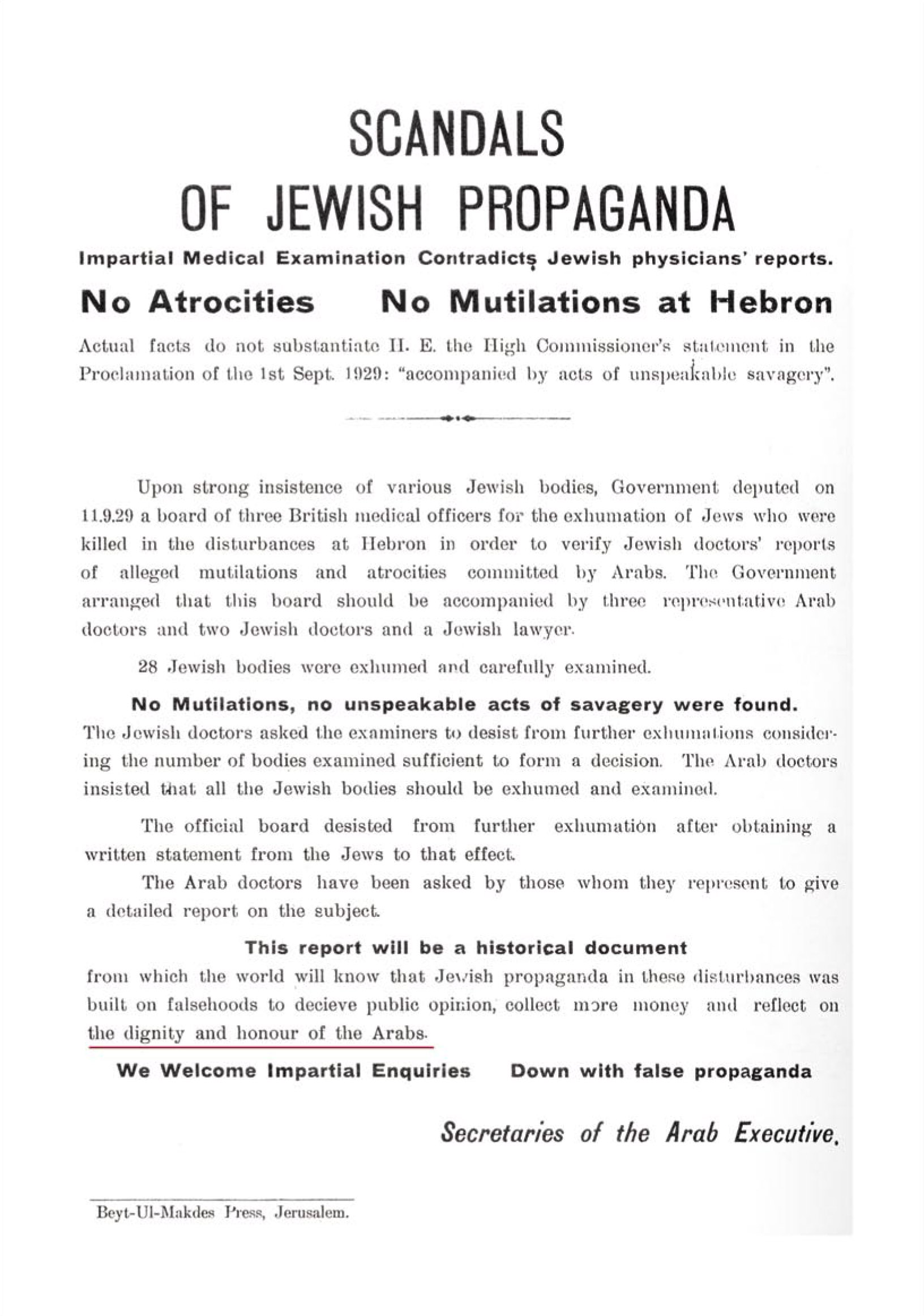
Affiche de l'Exécutif arabe arguant qu'il n'y a pas eu de mutilation de Juifs durant les émeutes d'Hébron.

Au total, environ 67 Juifs et 9 Arabes sont tués à Hébron, ce qui fait de ce massacre l'évènement le plus meurtrier des émeutes de Palestine de 1929, durant lesquelles un total de 133 Juifs et 116 Arabes sont tués,.

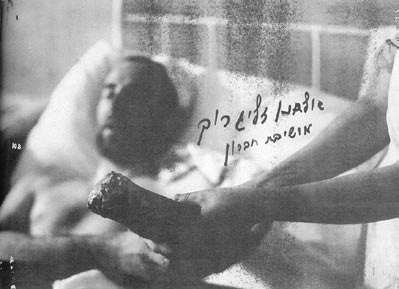
Elhanan Zelig Roch, un étudiant de la yechiva Slobodka, perdit sa main durant l'attaque de la maison du rabbin Segal, le 24 août 1929-.

Parmi les victimes juives d'Hébron figurent une douzaine de femmes et 3 enfants. 59 meurent durant les émeutes et 8 succombent ultérieurement de leurs blessures. 54 des victimes sont ashkénazes (dont 24 étudiants et membres du personnel de la yechiva Slobodka, parmi lesquels 7 Américains ou Canadiens) et 13, sépharades. Les corps de 57 victimes juives sont enterrés par les Arabes dans des fosses publiques, sans respect des rites funéraires juifs. Le nombre des blessés juifs est estimé à 58, dont des femmes et des enfants. Une source estime que 49 ont fait l'objet de blessures graves, 17 étant blessés plus légèrement. Une lettre des Juifs d'Hébron au Haut Commissaire britannique décrit des cas de torture, de mutilation et de viol.
Trois semaines après le massacre, les chefs de la communauté juive demandent que les corps soient exhumés afin que l'on puisse établir s'ils ont subi des mutilations. Mais après que 20 corps ont été déterrés et enterrés, il est décidé de ne pas poursuivre. Les corps ont été exposés pendant deux jours et il est presque impossible d'établir s'ils ont fait l'objet de mutilations pendant ou après le massacre et aucune conclusion officielle n'en sera tirée,,.

### Réaction britannique

#### Poursuites judiciaires

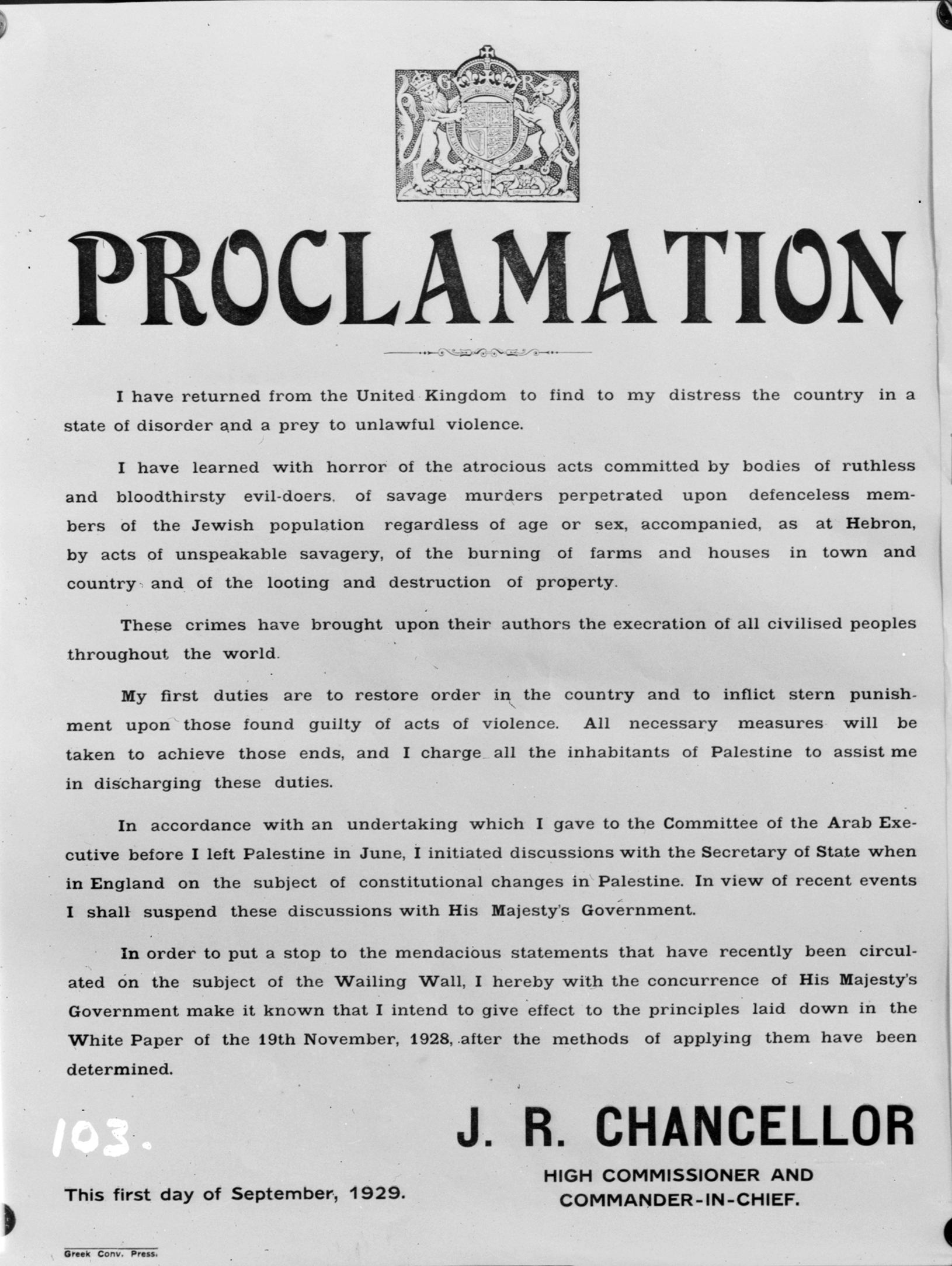
La proclamation de John Chancellor.

John Chancellor, le Haut-commissaire britannique, en congé au moment du massacre et rentré en Palestine le 29 août, se rend à Hébron. En privé, il considère le massacre comme une des « pires horreurs de ces derniers cent ans » et se dit « fatigué et dégoûté de ce pays [qu'il] souhaite quitter le plus tôt possible ». Il condamne publiquement le 1er septembre 1929 les « meurtres [...] perpétrés sur les membres sans défense de la population juive — sans égard pour l'âge ou le sexe — accompagnés [...] d'actes d'une sauvagerie indicible de pillage et de destruction de propriétés. » Il rappelle le livre blanc de 1928 : les Juifs ont le droit de prier au Mur des Lamentations même si les Arabes en sont propriétaires.
La condamnation par Chancellor des seules violences arabes déclenche une protestation écrite de l'Exécutif arabe, affirmant notamment qu'il n'y a « pas eu de mutilation de Juifs, même à Hébron », bientôt suivie de grèves et de boycotts.
Le 4 septembre 1929, un décret d'urgence signé par Chancellor annonce la création de procédures spéciales pour juger les personnes arrêtées après les violences et la nomination d'une commission parlementaire pour enquêter sur la cause des émeutes.
Des cours spéciales ne comportant que des juges britanniques sont mises en place. Ces procédures d'urgence sont vivement critiquées par la presse arabe, qui y voit une tentative de museler l'opposition arabe à la colonisation de la Palestine. À la fin de l'année 1929, selon le rapport de mandat britannique, 791 Arabes et 66 Juifs sont déférés devant ces tribunaux d'urgence ; 204 Arabes et 27 Juifs condamnés ; dont 17 Arabes et 1 Juif à la peine capitale, bien que leurs avocats aient fait valoir, conformément aux critères du droit ottoman, l'absence de préméditation des émeutiers. La plupart de ces dernières condamnations seront commuées en peines de prison et seuls trois Arabes seront exécutés, dont deux pour les violences d'Hébron.
Bien qu'il semble à peu près certain, selon Hillel Cohen, que plusieurs centaines d'Arabes ont participé aux émeutes d'Hébron, ce n'est que quelques douzaines d'entre eux qui auraient pris part aux meurtres. Taleb Markah, un membre de l'Exécutif arabe, accusé par les survivants juifs d'avoir été un des principaux instigateurs du massacre d'Hébron, est jugé,,,, mais dément la moindre participation. Il ne sera d'ailleurs condamné qu'à deux années de prison, pour incitation des Arabes d'Hébron non pas à tuer des Juifs, mais à attaquer les Juifs de Jérusalem. Selon Hillel Cohen, plusieurs des meurtriers arabes ne sont pas arrêtés et beaucoup de ceux jugés sont acquittés. Douze Arabes seront accusés de meurtre, dont onze résidents d'Hébron. Quatre d'entre eux sont rapidement relâchés pour manque de preuves et les poursuites ne sont maintenues que contre quatre autres. Après épuisement des recours, seuls  Mohammed Jamjoum et ‘Ata al-Zir sont condamnés à mort et pendus le 17 juin 1930 pour le meurtre de 24 Juifs dans la maison d'Elizier Dan Slonim,. Ils sont parfois décrits dans la presse arabe comme des « héros » et seront ultérieurement parfois considérés par des Palestiniens comme des « martyrs d'Hébron » (chahids),,,,, en particulier dans le poème Mardi rouge d'Ibrahim Touqan,,,.
Des amendes importantes sont imposées à 22 villages arabes des environs d'Hébron. L'amende imposée à Hébron est de 14 000 livres. Des compensations financières s'élevant à environ 200 000 livres sont payées à des personnes ayant perdu des membres de leur famille ou des biens.

#### Commission d'enquête

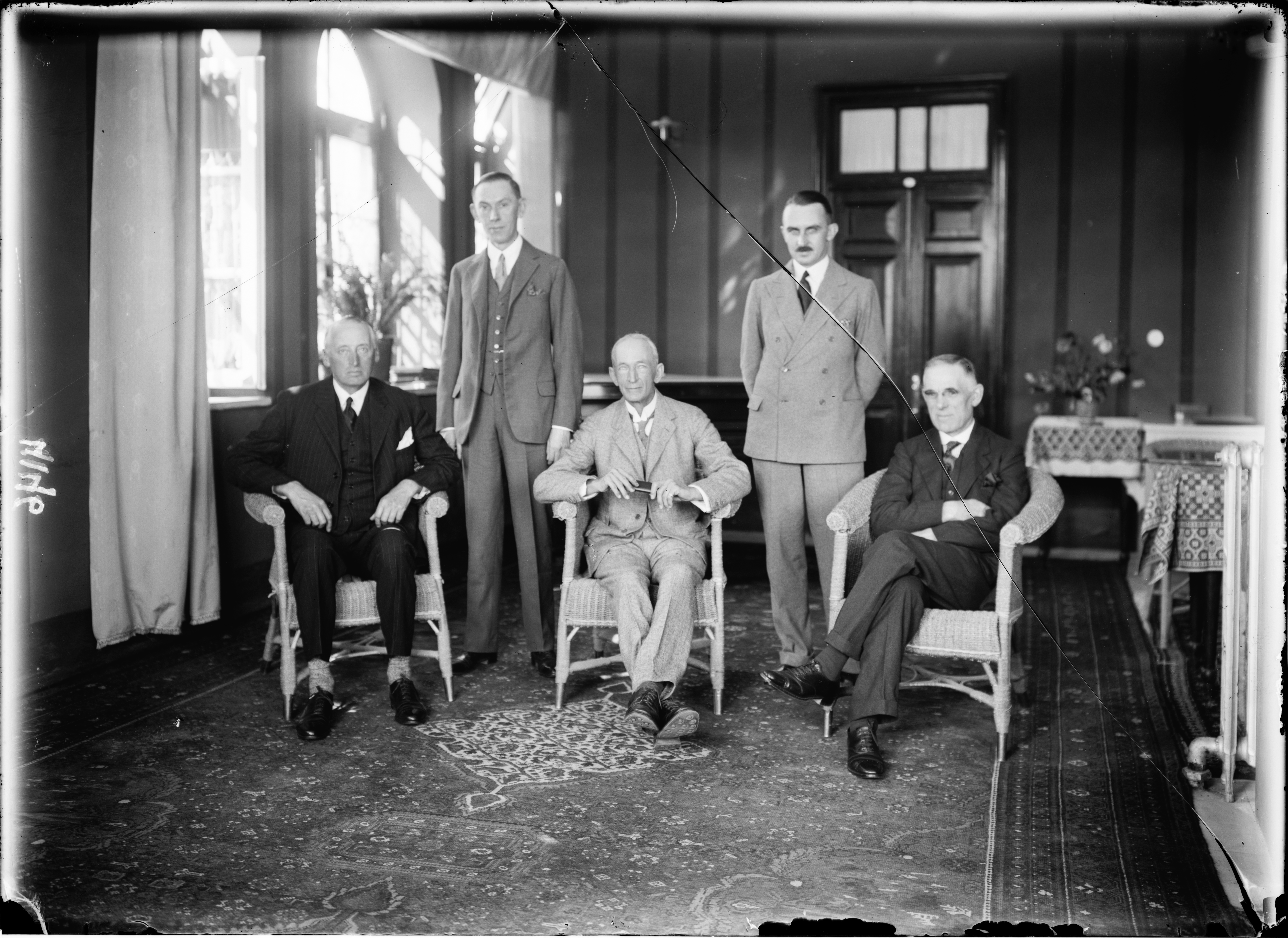
La commission Shaw en octobre 1929 à Jérusalem. Walter Shaw assis au centre.

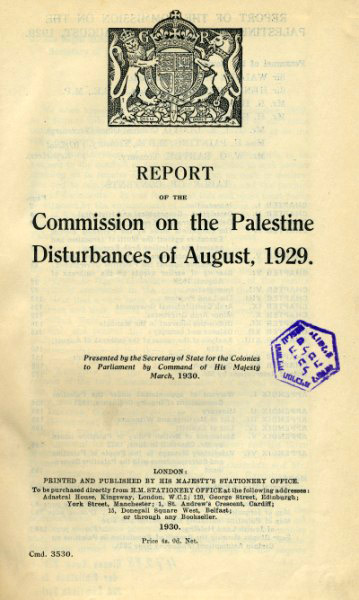
La commission d'enquête présidée par Walter Shaw rend son rapport en mars 1930.

Une commission d'enquête britannique sur les émeutes dirigée par le juge Walter Shaw, ancien juge en chef des Établissements des détroits, se rend en Palestine entre octobre et décembre 1929, puis remet son rapport en mars 1930. Outre Shaw, la commission est composée de trois parlementaires britanniques : Henry Betterton (conservateur), Rhys Hopkin Morris (libéral) et Henry Snell (travailliste). Dans son rapport, la commission estime qu'il y a eu une incitation étendue des villageois arabes hors de Jérusalem à se rendre à la capitale, que la hiérarchie musulmane y a joué un rôle, mais rejette la thèse d'agents provocateurs du grand mufti de Jérusalem, en raison notamment du fait que les désordres les plus violents sont intervenus dans des villes comme Hébron ou Safed où l'influence de celui-ci était plus limitée. Cette analyse est critiquée par Martin Kolinsky tant parce que la commission n'a pas su identifier les points communs des différentes émeutes (rumeurs, rassemblement dans les mosquées, attaque de quartiers juifs), que parce qu'elle met l'accent sur la faiblesse de l'influence du mufti et non sur le rôle joué par ses rivaux ou la corrélation entre l'importance des émeutes et la faiblesse ou l'imprévoyance de la police. À l'exception de Snell, une majorité de la commission estime que les attaques n'ont pas été préméditées et exonère le mufti de la responsabilité de celles-ci : « le mufti de Jérusalem doit être déchargé des accusations de complicité ou d'incitation aux troubles qui pèsent sur lui. » La majorité de la commission préfère mettre l'accent sur le fait que la propagation de rumeurs a été facilitée par l'illettrisme des villageois arabes et considérer les disséminateurs de ces rumeurs comme des agents libres. Au total, le rapport de la commission estime que les émeutes de Palestine ont commencé par des attaques non préméditées des Arabes, et non provoquées par les Juifs,. Elle estime que ces émeutes ont pour « cause fondamentale [...] le sentiment d'animosité et d'hostilité qu'éprouvent les Arabes envers les Juifs, hostilité répandue à l'égard des Juifs, conséquence de leur crainte pour leur avenir économique et du mépris témoigné envers leurs aspirations politiques et nationales. » Le rapport évoque « la peur qu'une continuation de l'immigration juive et de l'achat de terres en Palestine ne fasse échec à tout progrès vers l'auto-détermination et ne transforme finalement la population arabe du pays en une minorité privée de terre. »
Concernant les événements d'Hébron, la commission conclut que « vers 9 heures du matin le 24 août, des Arabes d'Hébron ont attaqué avec la plus grande férocité le ghetto juif ainsi que des maisons juives isolées situées à l'écart des quartiers les plus peuplés de la ville. Plus de 60 Juifs, dont des femmes et des enfants, ont été assassinés et plus de 50 blessés. Cette attaque sauvage, dont aucune condamnation ne pourrait être assez sévère, était accompagnée de destruction aveugle et de pillage. Des synagogues juives ont été profanées, un hôpital juif, qui procurait des soins aux Arabes, a été attaqué et pillé, et ce n'est que le courage personnel et exceptionnel dont a fait preuve M. Caffereta, le seul officier de police britannique de la ville, qui a permis d'éviter que cette flambée de violence ne tourne à un massacre général des Juifs d'Hébron. » Nonobstant l'éloge de Cafferata, le rapport critique vivement la police britannique en Palestine.
La louange de Cafferata par la commission Shaw, relayée par la presse britannique, contraste avec les critiques qu'il suscite en Palestine. La presse arabe le surnomme « l'homme de plomb », en raison du nombre d'Arabes qu'il a tués,. La presse juive relève qu'il reconnaît devant la commission Shaw que « les Juifs auraient pu être sauvés s'ils avaient été rassemblés plus tôt et protégés » et l'accuse « de négligence grossière et d'indifférence durant le massacre ». Le pamphlétaire pro-sioniste Maurice Samuel affirme ainsi que pendant les deux heures que dura le massacre du 24 août, ni le gouverneur d'Hébron ni l'officier de police n'auraient interféré ; Samuel cite pour se justifier le mémorandum des Juifs d'Hébron au Haut-commissaire Chancellor : « Nous disons avec certitude qu'il aurait suffi de donner un avertissement, de tirer quelques coups en l'air et la foule se serait dispersée. Ce n'est qu'après qu'il y ait eu suffisamment de boucherie, de pillages et de viols et quand les pogromistes étaient sur le point d'attaquer un officier anglais, que des coups de feu furent tirés, et la foule se dispersa instantanément. » Il rajoute que tous les témoins sont unanimes pour affirmer qu'au matin du massacre, la police avait été désarmée par le gouverneur Kardous et que lorsqu'elle reçut de nouveau des armes, au terme des deux heures, elle dispersa aisément la foule. Le colonel Josiah Wedgwood demande au parlement le 13 novembre 1929, s'il est exact que les policiers arabes ont été désarmés de peur qu'ils retournent leurs armes dans la mauvaise direction, puis le 20 novembre 1929 s'il est vrai que Cafferata a différé d'une heure et demie son intervention. Pierre van Paassen, correspondant du New York Evening World qui s'est rendu à Hébron le soir du massacre,, estime que Cafferata n'est pas intervenu. Quand bien même le témoignage de Cafferata devant la commission Shaw et les conclusions de celle-ci insistent sur « l'héroïsme » du policier, pour lequel il reçoit d'ailleurs une médaille, les Juifs d'Hébron le tiennent plutôt pour responsable des émeutes survenues alors que la surveillance de la ville lui était confiée et s'estiment trahis par lui, lui reprochant son incapacité à empêcher des meurtres accomplis sous ses yeux, tel celui des frères Heichal, et son retard à tirer sur les meurtriers,.

## Répercussions et analyses du massacre

### Perception du massacre comme pogrom

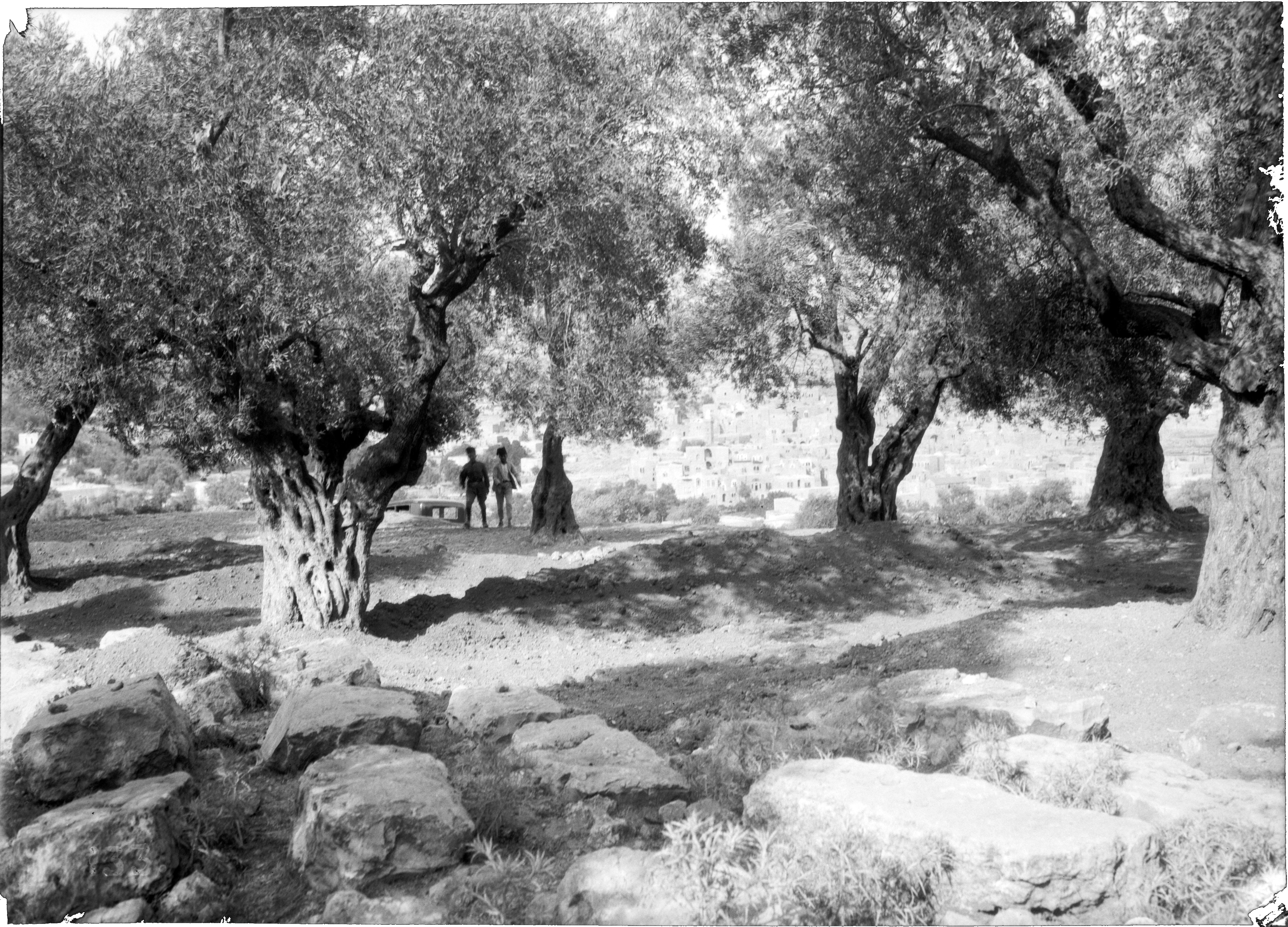
Tombes communes des victimes juives à Hébron (photo prise en 1929).

Le massacre d'Hébron impressionne fortement la communauté juive de Palestine,. L'émotion se caractérise notamment par l'emploi récurrent, par la presse juive de Palestine, du concept de pogrom,,,,, et dont les représentants blâment immédiatement les autorités britanniques pour n'avoir pris aucune mesure afin de défendre les Juifs d'Hébron.
Le journal Haaretz titre « Dans la ville du massacre » un compte-rendu sur le bain de sang selon lequel « les Arabes d'Hébron y ont perpétré un véritable massacre de Juifs, comme ceux de Gonta et Petlioura ». Le journal Davar insiste encore plus sur l'analogie avec les pogroms de Russie, en décrivant la manière dont les Juifs d'Hébron ont fui leurs assassins et se sont cachés dans les lieux les plus crasseux, dans des termes repris du poème classique de Bialik, Dans la ville du massacre inspiré du pogrom de Kichinev,.
La presse prend l'habitude de descriptions comme « les moutons à l'abattage », en mettant l'accent sur une attitude négative à l'égard d'un tel comportement et en l'opposant à l'exemple positif de l'auto-défense juive. Le « vieux yichouv », qui est « allé à l'abattage comme un mouton », sans essayer de résister, inspire des sentiments de révulsion et de dégoût au sein du nouveau yichouv sioniste. L'impuissance des étudiants de la yechiva d'Hébron et la couardise alléguée des Juifs religieux sont opposés au courage « montré par le nouveau yichouv ». Malgré sa chute, la résistance du kibboutz de Houlda après une bataille contre des attaquants arabes est considérée comme l'antipode positif de la honte qu'inspire les événements d'Hébron.
Selon Anita Shapira, « le processus à l’œuvre ici est l'idéologie de base contenue dans Dans la ville du massacre de Bialik et Il lui a dit de Brenner, du temps des pogroms de Russie, appliqués à la situation en Palestine. Dans la perspective de cette idéologie, un manque d'auto-défense était considéré comme une faillite morale. Elle demandait au Juif de prouver sa valeur humaine intrinsèque par une disposition à se dresser et résister à ses assaillants. Les événements de 1929, caractérisés par des phénomènes qui rappelaient les pogroms, et les deux types de réponse qui devenaient apparents pour la première fois en Palestine, positionnèrent de nouveau le thème de la réponse physique appropriée aux attaques comme une question cruciale pour l'ethos national. La différence entre la réponse juive traditionnelle et la position nationale fut soulignée de manière répétée : une personne qui se défendait satisfaisait aux obligations de l'ethos national. Quiconque ne le faisait pas ne participait pas à l'identité nationale émergente ». Shapira cite à ce sujet Abraham Sharon, selon lequel « les saints d'Hébron, bénie soit leur mémoire, qui, en 1929, près de vingt cinq ans après le début d'un mouvement d'auto-défense parmi les Juifs, n'ont pas essayé de se défendre et ne sont même pas arrivés à tuer un seul de leurs bouchers, sont morts d'une mort absolument immorale » et Abba Ahiméir, qui emploie l'expression « gouvernement d'Hébron » pour décrire le régime du mandat britannique, également qualifié de « gouvernement des pogroms », auquel les Juifs étaient opposés en tant que population « locale ».
La comparaison avec les pogroms russes repose également sur une colère vis-à-vis à l'égard de la protection insuffisante apportée aux Juifs par le gouvernement britannique. Après la publication du rapport de la commission Shaw, le périodique anglais Jewish Chronicle compare celui-ci aux rapports du gouvernement tsariste sur les pogroms de Russie.
Dans un contexte différent, le terme de pogrom est également repris par une partie de la presse juive américaine de l'époque, à l'exception du Morgen Freiheit, qui après avoir décrit les attaques y voit plutôt une révolte contre l'impérialisme,,,,,. Les affrontements entre sionistes et communistes américains sur ce sujet entraînent une émeute à Chicago en septembre 1929,. De son côté, le journaliste américain Vincent Sheean, considéré comme anti-sioniste, recourt à la notion de « psychologie du pogrom » pour décrire le sentiment des Juifs palestiniens qui se sentent abandonnés par les Britanniques et demandent leur soutien aux Américains.
L'analyse du Komintern est que « nonobstant le fait que le mouvement insurrectionnel ait été une réponse à une provocation anglo-sioniste, à laquelle les réactionnaires arabes (féodaux et cléricaux) ont tenté de répondre par un pogrom [...] il n'en demeure pas moins un mouvement de libération nationale, un mouvement anti-impérialiste panarabe » ; le Komintern considère que « les massacres et les pogroms ont été provoqués par des agents britanniques,. » De leur côté, les Juifs du parti communiste palestinien réagissent avec une certaine confusion, en prenant part à la défense de certains quartiers juifs, en tenant le gouvernement pour responsable des massacres et en soulignant le fait que les Arabes ayant une conscience politique n'ont pas « participé aux pogroms »,,.
L'assimilation des violences d'Hébron aux pogroms de Russie n'est pas limitée à la presse sioniste. Selon Catherine Nicault, « la barbarie des agressions » et le fait qu'il s'agisse de « crimes de voisinage commis par des Arabes bien connus de leurs victimes » poussent la plupart des observateurs contemporains, « juifs et non-juifs à voir dans ces violences une version orientale des terribles pogroms qui avaient eu cours dans l'ancienne Russie tsariste », quand bien même cette historienne note, à propos de « l'image, très répandue à l'époque, du pogrom à la russe », ce qu'elle considère être « l'inéquation de l'analogie ainsi établie entre les heurts inter-communautaires de Palestine et la manifestation la plus extrême de l'antisémitisme de l'État tsariste ».
Tom Segev critique l'emploi du terme de pogrom pour qualifier ce massacre, en soulignant qu'il n'a été « ni encouragé ni couvert par les forces de l'ordre » et que la plupart des juifs de Hébron ont été sauvés par des voisins arabes. Selon Efraïm Karsh, en revanche, il est inexact d'affirmer que la plupart des Juifs d'Hébron ont été sauvés par des Arabes et selon lui Segev exagère l'importance des tentatives britanniques pour contenir la violence.

### Historiographie et mémoire des événements

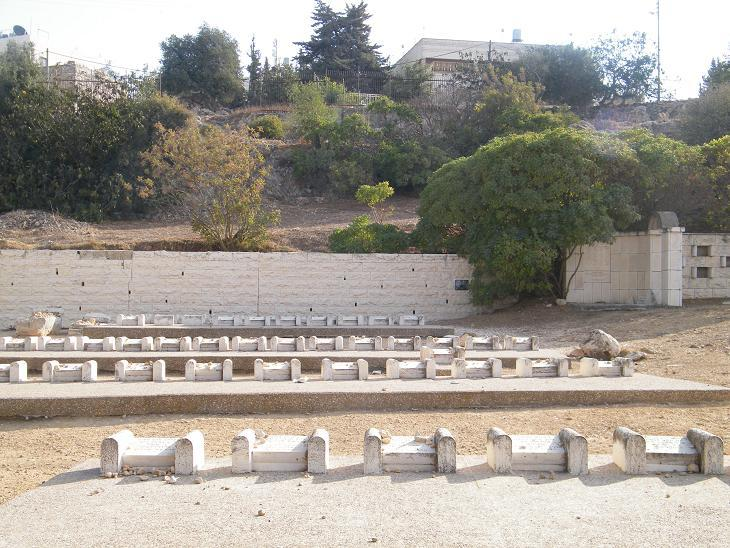
Mémorial au cimetière juif d'Hébron.

Les violences d'Hébron sont nommées et perçues différemment selon les points de vue.
La commission Shaw y voyait des « attaques très violentes des Arabes contre les Juifs » ; Le politologue William Quandt les présente comme des « attaques contre les communautés juives » ; un rapport publié en 1998 sur le site de l'Autorité palestinienne attribue aux « provocations des extrémistes religieux juifs » le fait que « la violence est descendue dans la rue » ; « les Juifs parlaient de « pogroms », un terme qui supposait la complicité britannique, tout comme le régime tsariste avait été complice des pogroms russes, et qui faisait coïncider l'hostilité arabe avec la longue expérience de l'antisémitisme ». Les sources s'accordent cependant pour voir dans les événements de 1929 un tournant dans la lutte pour le contrôle de la Palestine.
Selon Alex Winder, la plupart des explications des événements suivent l'un ou l'autre des deux paradigmes suivants : le premier, ethnoreligieux, y voit l'expression d'un fanatisme musulman et d'un antisémitisme arabe ; le second s'attache au développement du conflit politique en Palestine et en particulier au rôle du mufti de Jérusalem. Chaque approche, selon cet auteur, a ses faiblesses : la première présuppose l'existence de certaines caractéristiques essentielles, comme la vulnérabilité juive ou la violence musulmane, et amalgame les violences de 1929 en Palestine avec d'autres événements, dans l'Europe médiévale ou moderne, ou ailleurs dans le monde arabe ; la seconde donne une importance excessive au contexte politique et ignore les structures sociales plus profondes. Au demeurant, plusieurs auteurs soulignent la convergence des deux paradigmes, la mise en avant d'un motif religieux popularisant le projet politique,.
Dans une étude des manuels scolaires d'histoire en Israël, Elie Podeh remarque qu'une première génération de textes dépeint les violences d'Hébron comme « les pires meurtres et les plus sanglants [...] caractérisés par de terribles actes de cruauté, les émeutiers ayant sauvagement maltraité leurs victimes [...] les émeutiers ont été pris de folie pendant toute une semaine »,,. Une deuxième génération de manuels est rédigée de manière moins émotionnelle et plus concise, mais conserve globalement le même vocabulaire péjoratif,,,,,,. Un manuel de collège à succès de 1990 décrit les Arabes comme une « foule exhortée » qui perpètre des « pogroms » sous l'effet de « l'excitation sauvage » des « leaders du mouvement arabe ». Selon Podeh, le principal défaut de ces manuels est le fait qu'ils ne mentionnent ni que ces événements constituent un tournant dans l'histoire des relations entre Arabes et Juifs, ni que ce conflit n'était pas seulement religieux mais qu'il reflétait une réalité sociale complexe et des aspirations opposées au contrôle d'un pays. Podeh note enfin que la présentation de manuels plus récents est plus neutre. Un manuel de collège indique qu'à Hébron plusieurs familles arabes (dont la liste est fournie) ont défendu leurs voisins. D'autres manuels indiquent que 1929 est un tournant dans l'appréhension sioniste de la question arabe,. Toutefois, selon Podeh, des termes biaisés subsistent dans ces ouvrages, comme « foule arabe excitée », « émeutiers » et « désordres ». Il considère que le principal défaut de ces manuels est l'accent qu'ils mettent sur la nature violente des événements, au lieu d'insister sur les développements qui ont conduit à ces violences.
Dans un ouvrage publié en 2013, l'historien israélien Hillel Cohen reprend l'analyse des événements. Il analyse notamment, sans les reprendre globalement à son compte ni les trouver entièrement infondées, les thèses de l'historien palestinien Shehada al-Rajabi sur les facteurs contribuant à expliquer pourquoi c'est à Hébron que les émeutes arabes de 1929 furent les plus violentes, parmi lesquels, selon ce dernier, les « provocations » de la part d'étudiants des yechivas et « l'arrogance » des étudiants américains qui auraient été particulièrement ciblés par les violences ; l'intervention de la Haganah et la dissimulation par des membres de celle-ci d'armes dans les coffres de l'Anglo-Palestine Company ; les liens familiaux entre les Arabes de Hébron et ceux de Jérusalem ; le « contrôle » par des Juifs de l'économie de Hébron par l'entremise de l'Anglo-Palestine Company et des prêts à intérêt par des membres de la communauté juive locale à des Arabes. Selon Cohen, « aucun facteur n'a plus contribué au rassemblement sous un toit politique commun des anciennes communautés juives et du yichouv sioniste, alors en cours de renouvellement, que les émeutes de 1929. Les attaques arabes forcèrent les Juifs orientaux et maghrébins qui vivaient dans le pays à se joindre aux sionistes, à chercher refuge auprès d'eux et à leur demander leur protection, y compris pour ceux qui avaient jusqu'alors répugné à le faire. Ou pour le dire plus brutalement : les Arabes ont créé en 1929 le yichouv juif en Palestine ». Cohen met l'accent sur le changement radical apporté par les activités sionistes aux relations politiques et sociales en Palestine. Selon lui, « de nombreux membres de l'ancienne communauté juive établie de longue date [en Palestine], qui avaient initialement aspiré à une égalité avec leurs voisins [arabes] plutôt qu'à l'établissement d'un État juif dans l'esprit du sionisme européen, commencèrent à adopter le concept nationaliste, y compris l'attirance pour l'établissement d'un État juif dans ce pays ». Il souligne que les Arabes prirent conscience de cette évolution et que la distinction entre Juifs sionistes et non-sionistes dans le discours palestinien, marquée par exemple, selon lui, par la distinction lexicale entre les « juifs arabes » et les « sionistes », ce dernier terme désignant les Juifs d'Europe de l'Est aux modes de vie étrangers, commença à se brouiller pour se dissiper au moment des émeutes. Dans sa recension de l'ouvrage, Benny Morris estime que Cohen exagère l'importance des événements de 1929 et que son livre n'apporte rien de nouveau, si ce n'est la mise en lumière du ralliement des Juifs orientaux au projet sioniste. Il note que Cohen « comprend sans le justifier » le massacre d'Hébron, en rapportant l'argument des Arabes, selon lequel ces attaques constituaient une expression légitime de leur résistance au conquérant sioniste. Cohen souligne, rapporte Morris, que non seulement les sauveurs, mais aussi les agresseurs étaient des Arabes d'Hébron, et non des villages alentour, et qu'ils avaient des raisons spécifiques, tels les prêts avec intérêts consentis par les Juifs aux Arabes ou les « provocations » de certains étudiants de la yechiva (qui regardaient dans les maisons arabes ou rentraient par erreur dans leurs jardins). Au total, pour Cohen, les Juifs d'Hébron, quand bien même ils étaient a-sionistes ou anti-sionistes, étaient perçus par leurs voisins arabes comme des sionistes et ont été tués pour leurs fautes présumées et non comme des civils innocents. Selon Ran Greenstein, au-delà de l'analyse des événements historiques, le livre de Cohen souligne que l'importance du massacre réside dans la manière dont il a été ultérieurement reconstruit et représenté.

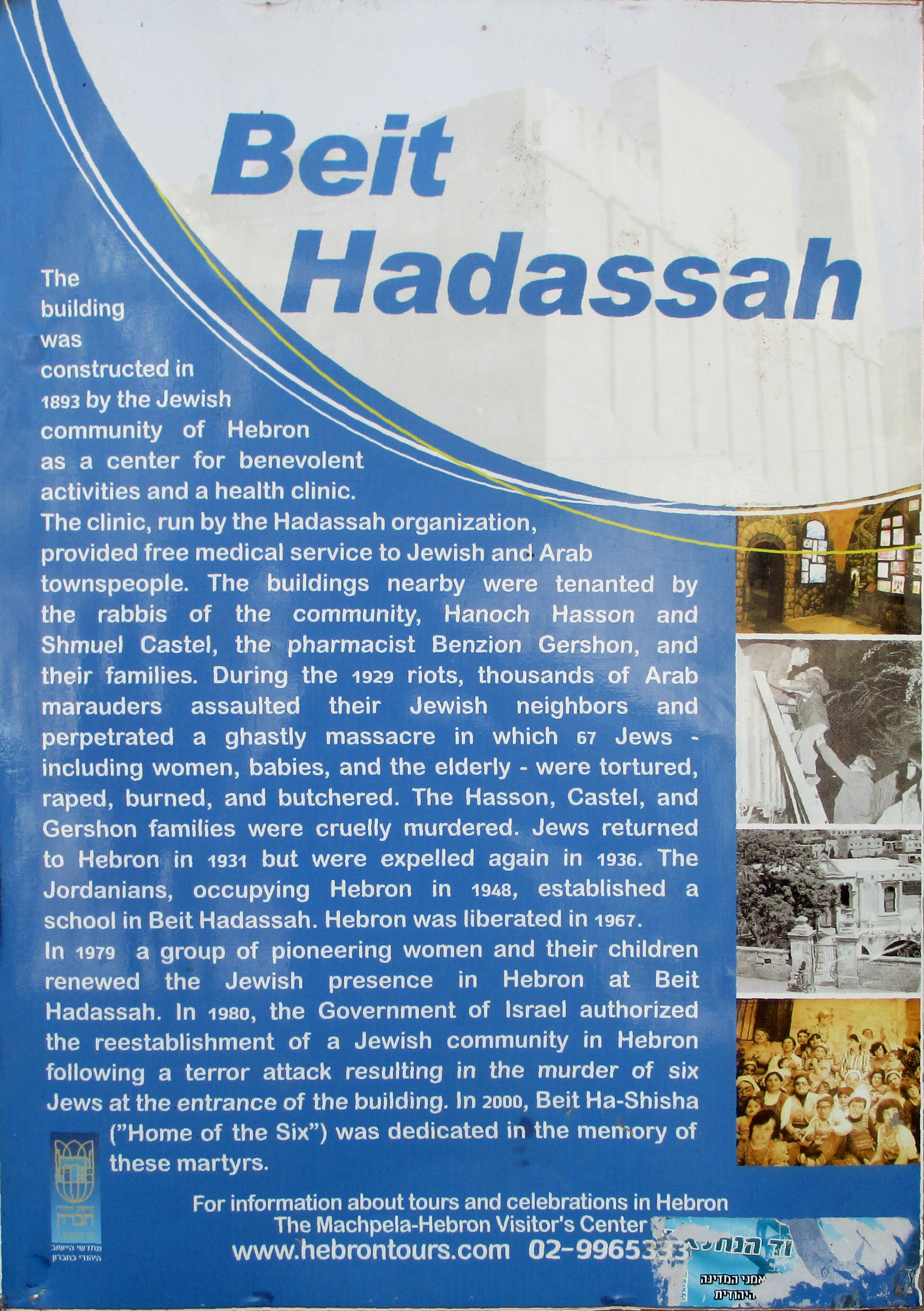
Plaque commémorative à Beit Hadassah, Hébron.

Pour les Juifs israéliens, et en particulier depuis le retour de colons juifs à Hébron après 1967, l’événement reste, selon Matthew Levitt, « gravé dans la psyché nationale ». Selon Michelle Campos, il s'agit d'un « symbole central de la persécution des Juifs par des Arabes assoiffés de sang ». Selon Michael Feige, en revanche, le massacre d'Hébron a « glissé dans l'oubli collectif ». Il note que son anniversaire n'est jamais devenu un jour de deuil national, à l'inverse d'autres événements tragiques, ce qui a, selon lui, « beaucoup à voir avec le caractère non-sioniste de la communauté » juive d'Hébron en 1929, au fait que celle-ci s'en est remise pour son salut aux forces de l'ordre britanniques et à ses bonnes relations avec ses voisins arabes, ce qui était, du point de vue sioniste un comportement « exilique et non héroïque ». En revanche, note Feige, les colons juifs installés à Hébron depuis 1967 font une assimilation entre le massacre de 1929 et la Shoah, ; ce qu'il considère être un « mythe fondateur » de leur communauté. Il estime qu'elle comporte un double défaut : d'une part, à l'opposé de la situation des Juifs fuyant l'Europe nazie, les colons de Hébron souhaitent venir vivre à proximité d'une communauté définie comme celle des meurtriers, ; d'autre part, ils omettent que les Juifs assassinés en 1929 n'étaient pas sionistes mais ultra-orthodoxes, et pour une grande part sépharades alors qu'ils sont eux-mêmes surtout ashkénazes. Faisant référence au concept de lieu de mémoire développé par Pierre Nora, Feige souligne l'importance symbolique du musée commémoratif du massacre à Hébron, assimilé par les colons au mémorial de Yad Vashem,. Il estime que les colons israéliens ont tenté de créer à Hébron un « milieu de mémoire », une communauté enracinée dans la mémoire, et cherché à légitimer leur présence à Hébron en tant que « continuation directe de la communauté précédemment détruite, en considérant les crimes des Arabes locaux [contre celle-ci] comme des crimes contre eux-mêmes ». Il en donne pour exemple, outre la reconstruction de la synagogue Abraham Avinou, la restauration du vieux cimetière juif de la ville, qui a été, selon lui, « le premier lieu symbolique par l'entremise duquel les colons se sont identifiés », en soulignant qu'il n'a pas été seulement traité comme une relique du passé, les colons l'ayant réutilisé pour y enterrer les nouveaux morts de leur propre communauté. Il s'agit là, selon Feige, d'une « situation unique et inédite dans l'histoire des commémorations les nouveaux colons se trouvent vivre dans la même ville que la précédente communauté, avec les mêmes voisins, qui, s'ils étaient alors des meurtriers potentiels le sont devenus effectivement [...] Ainsi, le nouveau lieu contient en lui-même le vieux et les nouveaux colons annulent symboliquement leurs propres personnes en assumant l'identité de la communauté assassinée ».